# Fulbert de Chartres
Fulbert de Chartres (n. 960 d.Hr. – d. 10 aprilie 1028, Chartres, Centre-Val de Loire, Franța) a fost un gânditor medieval, episcop de Chartres din anul 1006.